# Rodolphe de Lippe-Brake
Rodolphe de Lippe-Brake (* 10 mai 1664 à château Brake; † 27 octobre 1707 au même lieu) est comte de Lippe-Brake.

## Biographie
Rodolphe est né le 10 mai 1664 fils aîné de Casimir de Lippe-Brake et Anne Amélie de Sayn-Wittgenstein-Hombourg (1642-1683). En 1692, il prend le gouvernement du comté de Lippe-Brake à la suite de son père.
Le 4 novembre 1691, il épouse Dorothée Élisabeth de Waldeck (* 6 juillet 1661 au château de Waldeck, † 23 juillet 1702, au château de Brake), qui, auparavant est Abbesse du Stylet Schaaken.
Rodolphe est décédé le 27 octobre 1707, au château de Brake. Son seul enfant légitime, Charlotte Amélie, est déjà décédée. Son cousin Louis Ferdinand de Lippe-Brake lui succède.

## Enfants
- Charlotte Amélie (* 9 novembre 1692, morte en 1703)
- Fille illégitime avec Sophie Müllinghausen

## Liens
- Le Comte de Lippe-Brake sur www.lemgo-brake.de Essentiellement basé sur Guillaume Süvern: Brake, Histoire du Château et de la Commune de Frein de Lèvre, Paris 1960.